# Trasporti in Gabon

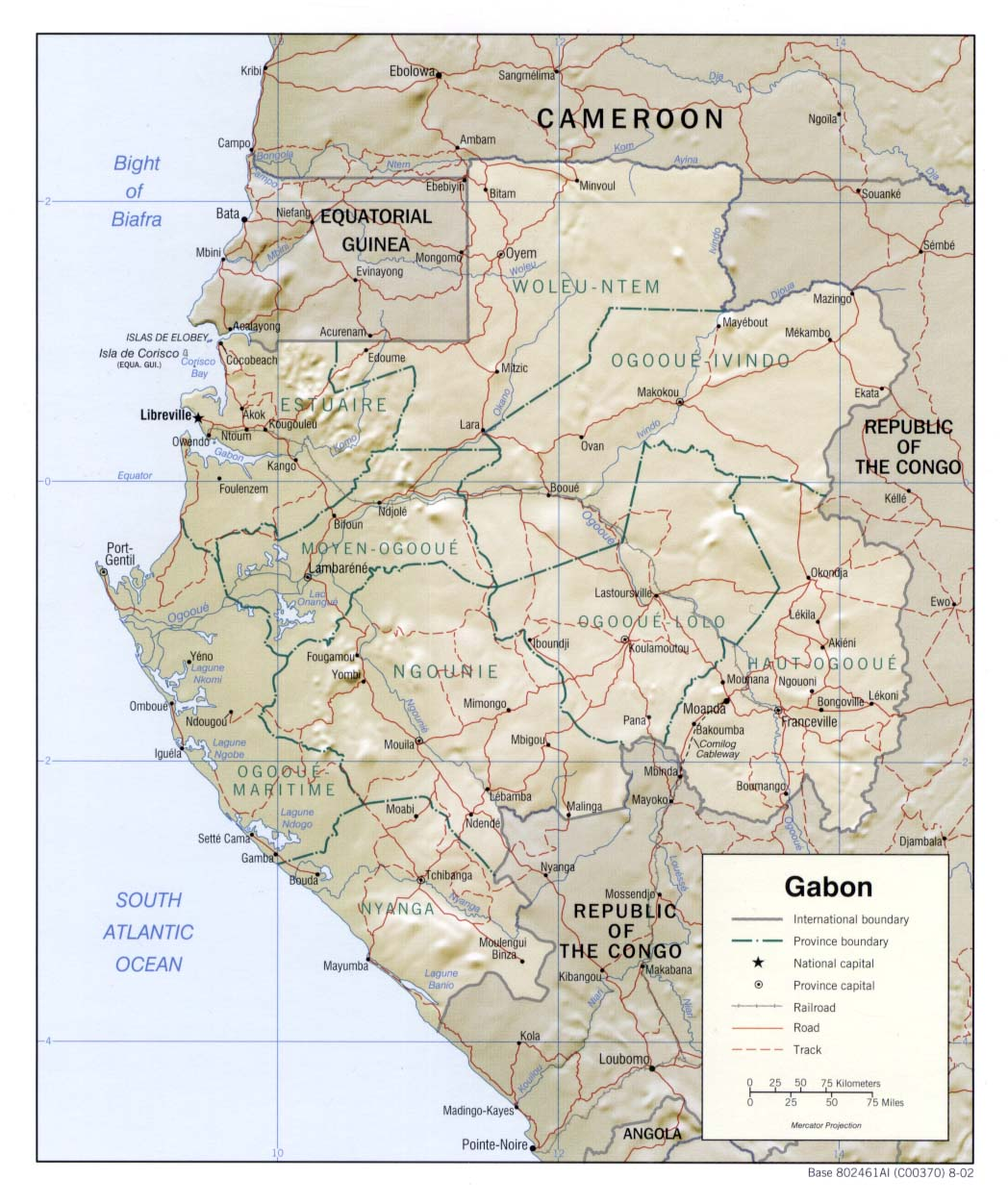
Gabon: carta geopolitica con rete ferroviaria e stradale

Questa voce raccoglie le principali tipologie di Trasporti in Gabon.

## Trasporti su rotaia

### Rete ferroviaria
In totale: 649 km appartenenti ad una sola linea ferroviaria, la Transgabonese (dati 1994).
- scartamento normale (1435 mm): 649 km
- Gestore nazionale: Office du Chemin de Fer Transgabonais (OCTRA)
- Collegamento a reti estere contigue:
  - assente: Guinea Equatoriale (mancanza di ferrovie)
    - con cambio di scartamento
      - 1435/1000 mm: Camerun
      - 1435/1067 mm: Repubblica del Congo
- Città servite da ferrovie:
  - Libreville (capitale)
  - Owendo (porto)
  - Franceville (terminal ferroviario della Transgabonese)
  - Ndjolé
  - Lopé
  - Booué
  - Lastoursville
  - Moanda
  - Ntoum
  - Kango

## Trasporti su strada

### Rete stradale
Strade pubbliche: in totale 7.670 km (dati 1996)
- asfaltate: 629 km, 30 dei quali appartenenti a superstrade
- bianche: 7.041 km.

Le principali arterie sono denominate "strade nazionali" e classificate con un prefisso (lettere "N" o talvolta "RN"), seguito dal numero progressivo che le distingue; pochissime le strade asfaltate, come dimostrano i dati statistici, aggiornati all'estate del 1996.
In zone remote dell'est o lungo le coste esistono strade non connesse alla rete nazionale.

### Reti filoviarie
Attualmente in Gabon non esistono filobus. 

### Autolinee
Nella capitale, Libreville, ed in altre zone abitate del Gabon, operano aziende pubbliche e private che gestiscono collegamenti con autobus.

## Idrovie
Il Gabon possiede 1.600 km di acque perennemente navigabili.

### Porti e scali
- Cap Lopez, Kango, Lambarene (porto fluviale), Libreville, Mayumba, Owendo e

Port-Gentil.

## Trasporti aerei

### Aeroporti
In totale: 61 (dati 1999)
a) con piste di rullaggio pavimentate: 11
- oltre 3047 m: 1
- da 2438 a 3047 m: 1
- da 1524 a 2437 m: 8
- da 914 a 1523 m: 1
- sotto 914 m: 0

b) con piste di rullaggio non pavimentate: 50
- oltre 3047 m: 0
- da 2438 a 3047 m: 0
- da 1524 a 2437 m: 9
- da 914 a 1523 m: 16
- sotto 914 m: 25.